# سیاهرگ زیربغلی
سیاهرگ زیربغلی یا ورید آگزیلاری (انگلیسی: Axillary vein) در هر طرف خون اندام‌های فوقانی راست و چپ را جمع‌آوری کرده به سیاهرگ تحت ترقوه‌ای می‌ریزد.
سیاهرگ زیربغلی در هر طرف از مهم‌ترین محتویات حفره آگزیلاری (زیر بغل) می‌باشد. در این محل با شریان آگزیلاری، شبکه عصبی بازویی و عقده‌های لنفاوی و مقداری بافت چربی مجاورت دارد.
خاستگاه اصلی این ورید، وریدهای اندام فوقانی (ورید بازیلیک و سیاهرگ بازویی) هستند که پس از پیوستن وریدهای سفالیک، توراسیک خارجی، ساب اسکاپولار و توراکوآکرومیلار (حاوی خون وریدی کمربند شانه‌ای) به ورید سابکلاوین تغییر نام می‌دهد.
ین ورید از ادامه ورید بازیلیک پس از یکی شدن با وریدهای براکیال در کنار تحتانی عضله ترس ماژور تشکیل می‌شود و ادامه آن ورید سابکلاوین را به‌وجود می‌آورد شاخه‌های وریدی همنام با شاخه‌های شریان آکزیلاری به ورید آکزیلاری می‌ریزند.

## نگارخانه

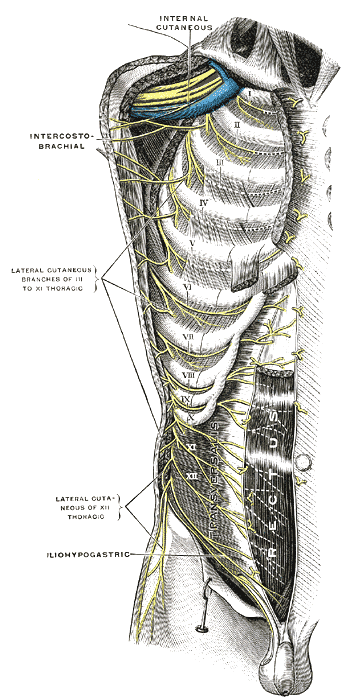
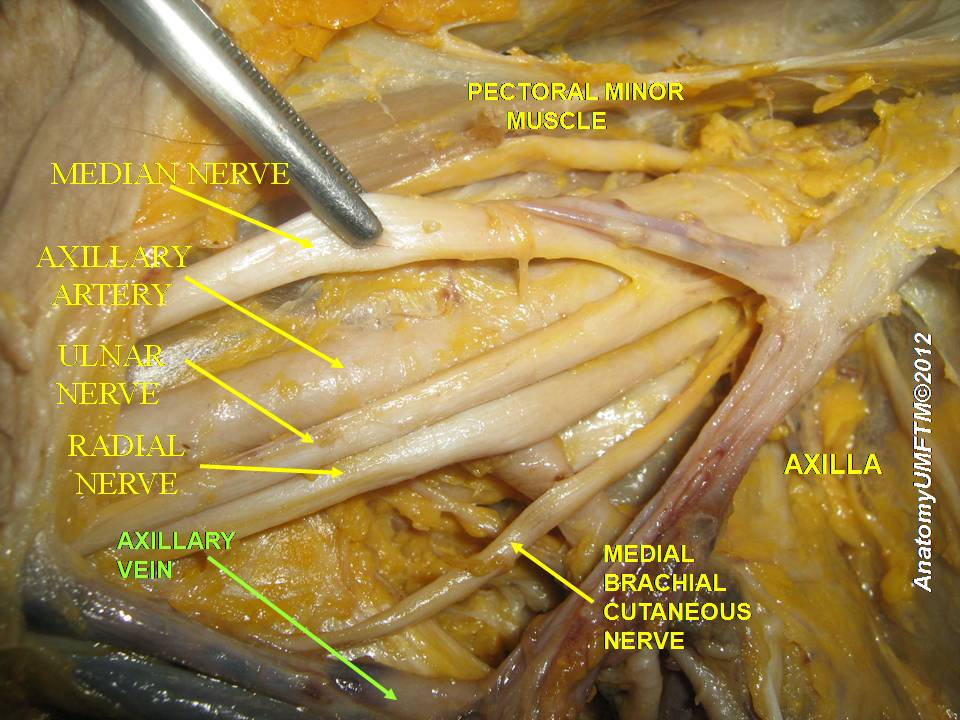
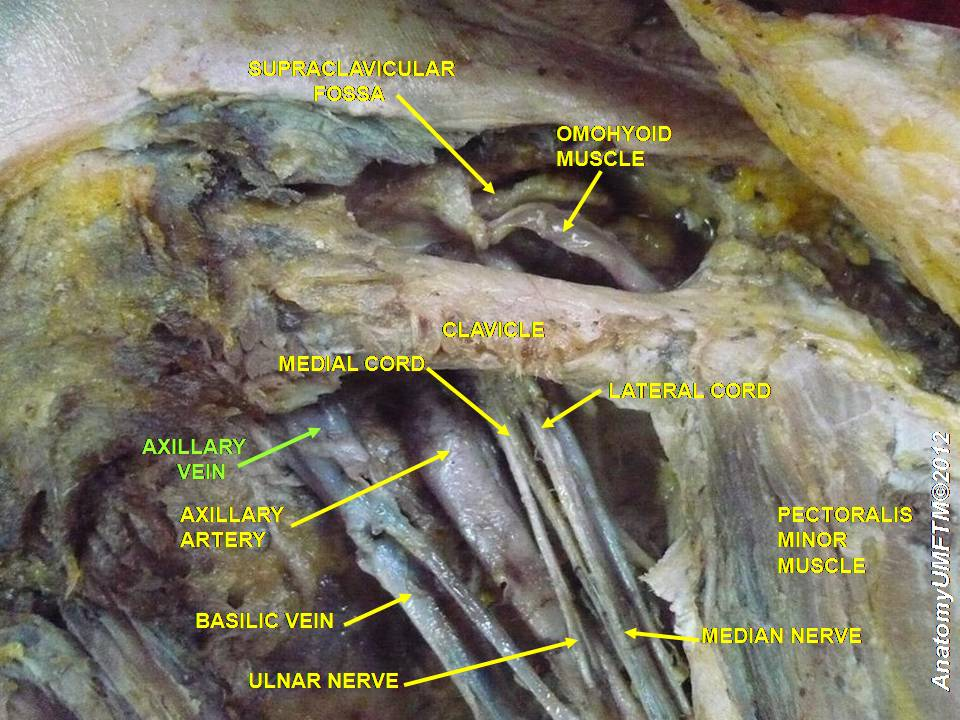